# Eulalia Wicherska

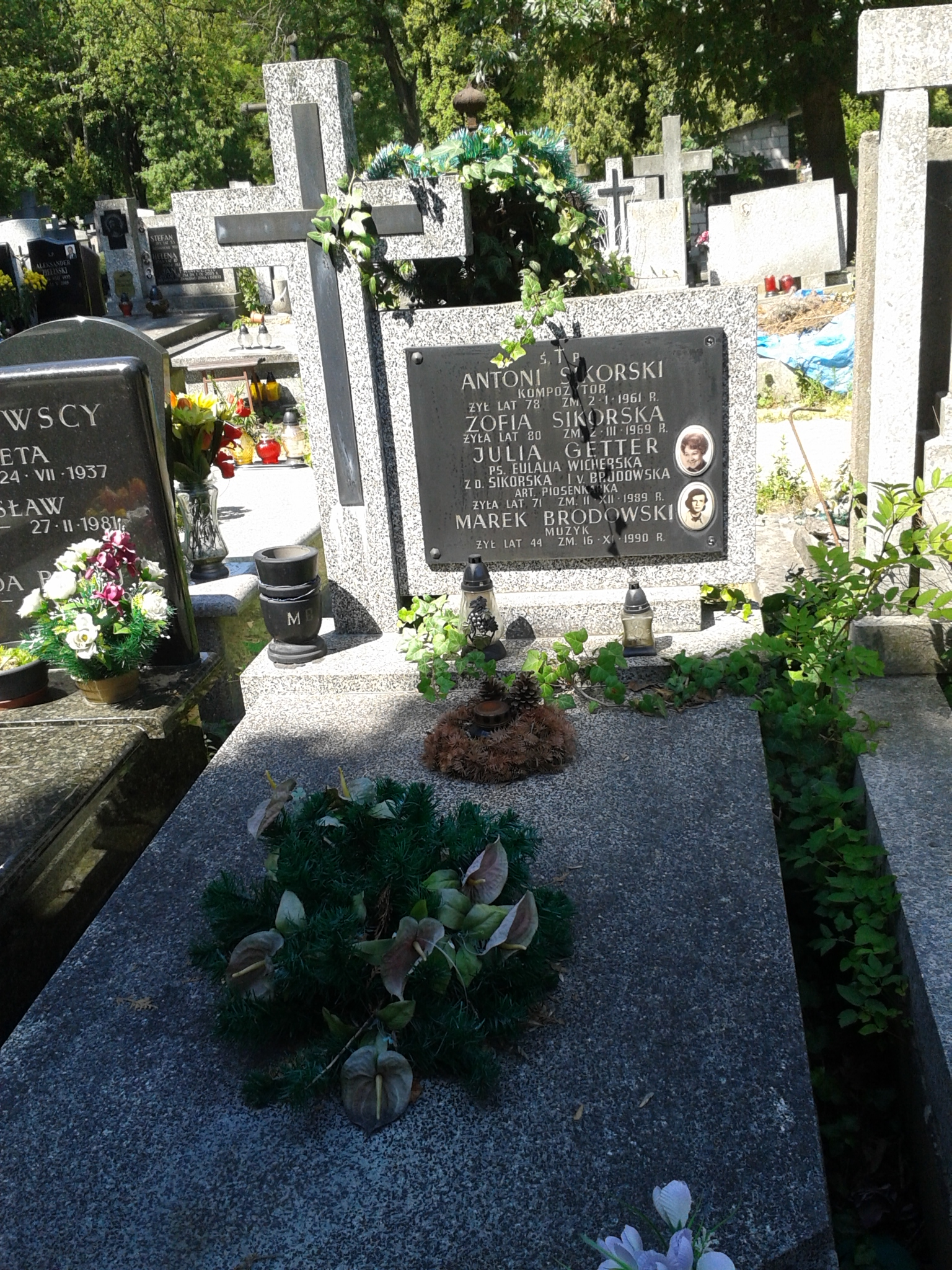
Grób Eulalii Wicherskiej na cmentarzu Bródnowskim w Warszawie

Eulalia Wicherska wł. Eulalia Julia Getter z domu Sikorska I v. Brodowska (ur. 30 lipca 1918 w Warszawie, zm. 11 grudnia 1989 w Skolimowie) – polska aktorka i śpiewaczka.

## Życiorys
Urodziła się w rodzinie kompozytora Antoniego Sikorskiego (1880-1961) i jego żony Zofii (1889-1969). Karierę rozpoczęła podczas okupacji hitlerowskiej, od 1940 występowała w jawnych teatrach muzycznych i rewiowych i satyrycznych. Grała w Teatrze Maska, Teatrze Melodia, Praskim i Rewii. W 1942 została aresztowana i osadzona na Pawiaku. Od 1944 związała się zawodowo z Polskim Radiem, pracowała w rozgłośniach w Warszawie i Łodzi. W latach 40. i 50. popularna piosenkarka, występowała jako Lala Wicherska. Prowadziła liczne audycje literackie i słuchowiska, współpracowała również z „Estradą” i agencją „ARTOS”. Za działalność kulturalną odznaczono ją Francuskim Krzyżem Kawalerskim "Education Civique" i odznaczeniem Zasłużony Działacz Kultury. 11 grudnia 1989 zmarła w Domu Aktora w Skolimowie mając 71 lat, pochowana na cmentarzu Bródnowskim (kw. 10M-VI-31)